# Herbert Rudley
Herbert Rudley (22 de marzo de 1910 – 9 de septiembre de 2006) fue un prolífico actor de carácter de nacionalidad estadounidense, intérprete, tanto teatral como cinematográfico y televisivo.

## Biografía
Nacido en 1910 (aunque algunas fuentes afirman que en 1911) en Filadelfia, Pensilvania, estudió en la Universidad de Temple, centro que dejó tras ganar una beca para estudiar en el Civic Repertory Theatre de Eva Le Gallienne.
Rudley se inició como actor teatral en 1926. Su debut en el circuito de Broadway fue con la obra Did I Say No en 1931, trabajando más adelante en producciones de las piezas La ópera de los tres centavos, Abe Lincoln in Illinois y Macbeth.
Para el cine, en 1940 actuó en la versión cinematográfica de Abe Lincoln in Illinois, haciendo docenas de papeles de reparto en las siguientes cuatro décadas para, entre otros filmes, The Seventh Cross, Rhapsody in Blue (biografía de George Gershwin en la que encarnaba a Ira Gershwin), Un paseo bajo el sol, Juana de Arco y The Young Lions, en la cual interpretaba a un oficial del ejército.
En televisión actuó en dramas, a menudo interpretando a militares, y en comedias. Entre los muchos shows televisivos para los que trabajó figuran My Friend Flicka y Boots and Saddles. Entre 1957 y 1959 hizo el papel de Sam Brennan en el western de la NBC The Californians, actuando junto a Sean McClory y Adam Kennedy.
En 1959 fue John McAuliffe en la serie televisiva Border Patrol, interpretada por Richard Webb. Rudley también interpretó en dos ocasiones a Jeremy Thorne en la serie western de la NBC Laramie. En los años sesenta trabajó con regularidad en un show protagonizado por Juliet Prowse y titulado "Mona McCluskey." Además, en 1963 trabajó en dos episodios de The Beverly Hillbillies interpretando al psiquiatra Dr Twombey, y en 1973 participó en un capítulo del show de Lorne Greene para la ABC Griff.
Sin embargo, Rudley es sobre todo conocido por su papel del marido del personaje de Eve Arden en la sitcom de la NBC The Mothers-in-Law.
Herbert Rudley falleció en 2006 en Los Ángeles, California, a causa de un ataque cardiaco.